# Karolina Owczarz
Karolina Owczarz (Lodz, 4 de febrero de 1993) es una boxeadora, artista marcial mixta y ex periodista deportiva polaca de Polsat Sport. Desde 2018, compite en la división de peso mosca de KSW.

## Primeros años
Fue campeona junior en la categoría de 57 kg. Participante en el reality-show de boxeo de la televisión mexicana Reto de campeonas. Ganó una medalla de oro en los Campeonatos de Polonia de boxeo femenino en 2011, así como una medalla de bronce en 2010. Ganadora de numerosos eventos nacionales e internacionales, puso en pausa su carrera como boxeadora en 2013, terminando sus estudios de Periodismo y trabajando como redactora de deportes para Polsat Sport.
En 2018, comenzó su carrera en las artes marciales mixtas (MMA) y tiene contrato con la promoción Konfrontacja Sztuk Walki.

## Carrera de artes marciales mixtas
El 3 de marzo de 2018 debutó en MMA en KSW 42: Khalidov vs. Narkun, celebrado en Lodz, su ciudad natal, donde sometió a Paulina Raszewska con un estrangulamiento por la espalda ya en el primer asalto.
El 23 de marzo de 2019, en su segundo combate profesional en KSW 47: The X-Warriors, derrotó a la conocida kick-boxer Marta Chojnowska tras una decisión no unánime.
El 7 de diciembre de 2019 en KSW 52: The Race, sometió a Aleksandra Rola con un estrangulamiento de triángulo en la pierna en el segundo asalto.
El 14 de noviembre, en la gala KSW 56: Poland vs Croatia, perdió su primer combate por decisión unánime ante Justyna Haba.
Su siguiente combate fue el 5 de junio de 2021 en KSW 61: To Fight or Not To Fight, siendo su rival la eslovaca Monika Kučinič. Ganó el duelo tras tres asaltos por decisión unánime.
El 23 de octubre de 2021, durante el evento KSW 64: Przybysz vs. Santos, luchó contra la más experimentada Sylwia Juśkiewicz. Perdió el combate por decisión unánime a distancia.
En Varsovia, en el evento KSW 73: Sarara vs. Wrzosek, ganó por veredicto unánime a su compatriota Natalia Baczynska-Krawiec.

## Récord en artes marciales mixtas
| Resultado | Récord | Oponente                  | Método                        | Evento                                   | Fecha                   | Ronda | Tiempo | Localización        |
| --------- | ------ | ------------------------- | ----------------------------- | ---------------------------------------- | ----------------------- | ----- | ------ | ------------------- |
| Derrota   | 5–3    | Adrianna Kreft            | Sumisión (Arm-Triangle Choke) | XTB KSW 81 - Bartosinski vs. Szczepaniak | 22 de abril de 2023     | 1     | 1:13   | Tomaszów Mazowiecki |
| Victoria  | 5–2    | Natalia Baczyńska-Krawiec | Decisión (unánime)            | KSW 73: Sarara vs. Wrzosek               | 20 de agosto de 2022    | 3     | 5:00   | Varsovia            |
| Derrota   | 4–2    | Sylwia Juśkiewicz         | Decisión (unánime)            | KSW 64: Przybysz vs. Santos              | 23 de octubre de 2021   | 3     | 5:00   | Lodz                |
| Victoria  | 4–1    | Monika Kučinič            | Decisión (unánime)            | KSW 61: To Fight or Not To Fight         | 5 de junio de 2021      | 3     | 5:00   | Gdansk              |
| Derrota   | 3–1    | Justyna Haba              | Decisión (unánime)            | KSW 56: Polska vs. Chorwacja             | 14 de noviembre de 2020 | 3     | 5:00   | Lodz                |
| Victoria  | 3–0    | Aleksandra Rola           | Sumisión (triangle choke)     | KSW 52: Race                             | 7 de diciembre de 2019  | 2     | 4:35   | Gliwice             |
| Victoria  | 2–0    | Marta Chojnoska           | Decisión (split)              | KSW 47: The X-Warriors                   | 23 de marzo de 2019     | 3     | 5:00   | Lodz                |
| Victoria  | 1–0    | Paulina Raszewska         | Sumisión (chokehold)          | KSW 42: Khalidov vs. Narkun              | 3 de marzo de 2018      | 1     | 1:00   | Lodz                |